# Tadas-Ivanauskas-Zoomuseum Kaunas

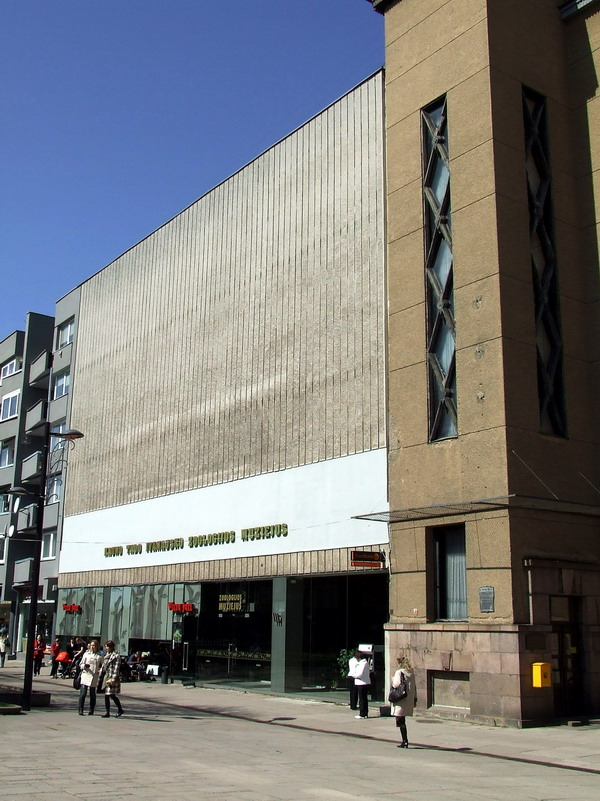
Tadas-Ivanauskas-Zoomuseum Kaunas

Tadas-Ivanauskas-Zoomuseum Kaunas (Kauno Tado Ivanausko zoologijos muziejus, T. Ivanausko zoologijos muziejus) ist ein zoologisches Museum in Kaunas, Laisvės al.-Str. 106. Es wurde 1919 auf Initiative von Tadas Ivanauskas (1882–1970) gegründet. Es gibt 15.000 Exponate in der Ausstellung und 200.000 im wissenschaftlichen Fundus. Die Ausstellung umfasst sieben Säle (2488 m²). Seit 1994 ist das Museum dem Umweltministerium Litauens untergeordnet. Es gibt 79 Mitarbeiter.